# Salangapalayam
Salangapalayam es una ciudad y nagar Panchayat situada en el distrito de Erode en el estado de Tamil Nadu (India). Su población es de 15609 habitantes (2011). Se encuentra a 24 km de Erode y a 24 km de Salem.

## Demografía
Según el censo de 2011 la población de Salangapalayam era de 15609 habitantes, de los cuales 7853 eran hombres y 7756 eran mujeres. Salangapalayam tiene una tasa media de alfabetización del 65,28%, inferior a la media estatal del 80,09%: la alfabetización masculina es del 75,70%, y la alfabetización femenina del 54,73%.